# The Big Hit
The Big Hit é um filme americano de ação lançado em 1998, dirigido por Kirk Wong.

## Elenco
- Mark Wahlberg — Melvin Smiley
- Lou Diamond Phillips — Cisco
- Christina Applegate — Pam Shulman
- Avery Brooks — Paris
- Bokeem Woodbine — Crunch
- Antonio Sabato Jr. — Vince
- China Chow — Keiko Nishi
- Lainie Kazan — Jeanne Shulman
- Elliott Gould — Morton Shulman
- Sab Shimono — Jiro Nishi
- Robin Dunne — Gump
- Lela Rochon — Chantel
- Danny Smith — Kid